# Област Минамикавачи
Област Минамикавачи (јап. 南河内郡) Minamikawachi-gun се налази у префектури Осака, Јапан.
2009. године, у области Минамикавачи живело је 37.695 становника и густину насељености од 491 становника по км². Укупна површина је 76,81 км².

## Вароши и села
- Канан
- Таиши
- Чихајакасака

## Спајања
- 1. фебруара 2005. године, варош Михара је спојена у град Сакај.
- 1. марта 2008. године, село Чихајакасака тражило је стапање у суседни граду Кавачинагано, али после разговора о спајању са околним градовима Канан и Таиши спајање је пропало.